# Hizbul Wathan
Persigo Semeru Hizbul Wathan Jawa Tumur, kurz PSHW ist ein Fußballverein aus Sidoarjo, Jawa Timur, Indonesien. Der Verein wurde 2020 gegründet, nachdem die Lizenz von Semeru FC Lumajang übernommen wurde.
Aktuell spielt der Verein in der zweithöchsten Liga des Landes, der Liga 2.

## Geschichte
Der Vorgängerverein Semeru FC Lumajang wurde 1970 als Persigo Gorontalo gegründet und trat ab 2017 unter dem Namen Semeru FC an. Am 25. Februar 2020 verkündete die Vertretung Ostjavas der islamischen Organisation Muhammadiyah die Übernahme des Semeru FC. Der Verein zog sodann nach Sidoarjo ins Gelora Delta Stadion um. Der Vorsitzende der Muhammadiyah in Jawa Timur, M. Saad Ibrahim nannte als Beweggrund für die Übernahme des Vereins, dass islamische Werte durch den Fußball vermittelt werden sollen.

## Stadion
Seine Heimspiele trägt der Verein im 35.000 Zuschauer fassenden Gelora Delta Stadion aus.